# Budenice
Budenice (německy Budenitz) jsou malá vesnice, část obce Jarpice v okrese Kladno ve Středočeském kraji. V roce 2011 zde trvale žilo 21 obyvatel.

## Historie
První písemná zmínka o vesnici pochází z roku 1318.

## Obyvatelstvo
| Rok            | 1869 | 1880 | 1890 | 1900 | 1910 | 1921 | 1930 | 1950 | 1961 | 1970 | 1980 | 1991 | 2001 | 2011 | 2021 |
| -------------- | ---- | ---- | ---- | ---- | ---- | ---- | ---- | ---- | ---- | ---- | ---- | ---- | ---- | ---- | ---- |
| Počet obyvatel | 112  | 144  | 136  | 160  | 138  | 137  | 106  | 43   | 41   | 47   | 28   | 21   | 21   | 21   | 22   |
| Počet domů     | 13   | 13   | 19   | 14   | 12   | 12   | 13   | 12   | 12   | 9    | 7    | 9    | 10   | 10   | 9    |

## Obecní správa
Při sčítání lidu v letech 1850–1909 Budenice byly osadou obce Šlapanice v okrese Slaný. Od roku 1910 je částí obce Jarpice, se kterým patřily nejprve do okresu Slaný, ale od roku 1960 v okrese Kladno.

## Pamětihodnosti
- Budenice (zámek)
- Pozůstatky středověkého tvrziště
- Barokní sýpka
- Barokní poutní kostel svatého Isidora z roku 1682, u kostela hrobka Kinských (jižně od vsi)
- Socha svatého Jana Nepomuckého
- Socha svatého Isidora

## Osobnosti
V Budenicích se 8. května 1742 narodil hudební skladatel Jan Křtitel Krumpholtz, zdokonalitel harfy, největší harfový virtuos všech dob.